# Texaco Denmark
Die Texaco Denmark war ein Rohöltanker, der mit einer Havarie und einem Ölaustritt von über 100.000 Tonnen am 7. Dezember 1971 in Verbindung gebracht wird.

## Geschichte

### Das Schiff
Die Texaco Denmark war ein Very Large Crude Carrier (VLCC) und wurde 1970 bei der dänischen Odense Staalskibvaerft in Lindö gebaut. Das Schiff besaß eine Tragfähigkeit von 257.353 tdw. Nach dem Unfall fuhr das Schiff noch bis 1983 als Sipca Jeddah.

### Havarie
In einer größeren Anzahl von Quellen wird das Schiff als Verursacher eines Ölaustritts von über 100.000 Tonnen geführt. Dieser soll am 7. Dezember 1971, je nach Quelle, teils im Zusammenhang mit einer Kollision, vor Belgien oder in der Nordsee erfolgt sein.